# 周铁农
周铁农（1938年11月—2023年11月3日），辽宁沈阳人，中华人民共和国政治人物，原副国级领导人，中国国民党革命委员会中央委员会原主席。第七屆全國政協委員，第八屆全國政協常委，第九、十屆全國政協副主席，第十一屆全國人大常委會副委員長。

## 生平
1960年參加工作，北京大學數學力學系畢業，大學學歷，副教授。1961-1983年，东北重型机械学院（现燕山大学）助教、讲师、教学研究科副科长、副教授、1983年-1991年出任齊齊哈爾市副市長、1991年出任黑龍江省省長助理；1991-1992年出任黑龍江省副省長、民革黑龍江省副主委、主委，黑龍江省力學學會副會長。
1992年至1998年任民革中央副主席、民革黑龍江省主委，黑龍江省副省長。1998年3月任全國政協副主席、民革中央副主席、常務副主席。2003年3月在全國政協十屆一次會議上當選為全國政協副主席。2007年12月民革十一屆一中全會上被推舉為民革中央主席。2008年3月至2013年在十一屆全國人大一次會議上當選為全國人大常委會副委員長。
2023年11月3日16时15分在因病在北京逝世，遗体在同月9日上午在北京市八宝山革命公墓火化。

## 言论与活动
2008年12月30日下午，周铁农做客人民网强国论坛时，畅谈民革名称来历，与国民党的渊源等话题时，表示如果国民党“将来有一天拥护社会主义，拥护共产党的领导，我们就有可能合在一起。”
2012年2月13日，重庆市委书记薄熙来会见了全国人大常委会副委员长、民革中央主席周铁农一行，就加强重庆市与民革中央的合作进行了交流。民革中央与重庆市政府签署相关合作协议，旨在进一步推动双方务实合作。这也是民革中央与地方政府签署的唯一一个合作协议。